# Illegale Zahl
Die Bezeichnung illegale Zahl wird für Zahlen verwendet, die eine Information darstellen, deren Besitz oder deren Verbreitung gesetzwidrig ist. Zum Beispiel kann eine Zahl es ihrem Besitzer ermöglichen, den Kopierschutz oder die Verschlüsselungen von DVDs und Blu-ray Disks zu umgehen. Kläger beanspruchten, dass die Verbreitung einer solchen Zahl gemäß dem US-amerikanischen Digital Millennium Copyright Act (DMCA) illegal sei. Ob eine Zahl tatsächlich in diesem Sinne illegal sein kann, ist umstritten.
Falls die Zahl eine Primzahl ist, spricht man von einer illegalen Primzahl.

## Hintergrund
Eine Zahl kann eine Information darstellen, die einer Geheimhaltungsstufe oder einem Betriebsgeheimnis unterliegt und deren Besitz daher nur wenigen berechtigten Personen erlaubt ist. Ein Beispiel, das im Mai 2007 bekannt wurde, ist ein Schlüssel für das Advanced Access Content System (AACS) auf optischen Medien. Diese Zahl – im Hexadezimalsystem lautet sie 09 F9 11 02 9D 74 E3 5B D8 41 56 C5 63 56 88 C0, im Dezimalsystem 13.256.278.887.989.457.651.018.865.901.401.704.640 – galt als geheim und ihre Veröffentlichung oder ihr unerlaubter Besitz galt in den USA als illegal. Sie kann angeblich bei der Datenentschlüsselung von HD DVDs und Blu-ray Discs, die vor diesem Datum hergestellt wurden, helfen. Die Urheber einer Serie von Abmahnungen behaupten, dass der Schlüssel selbst ein „copyright circumvention device“ sei, also ein Mittel zur Umgehung von Zugriffskontrollen, und dass die Veröffentlichung des Schlüssels Titel 1 des DMCAs verletze.
In vorhergehenden Rechtsstreiten um das Programm DeCSS, mit dem bestimmte Video-DVDs dekodiert werden können, und im AACS-Fall wurde gerichtlich dargelegt, dass der behauptete Schutzanspruch dieser Zahlen auf ihrem bloßen Besitz und ihrem potenziellen Wert beruhe. Das macht ihren Status und Rechtsfälle um sie sehr anders als die von Urheberrechtsverletzungen.
Im Jahr 2011 verklagte der Sony-Konzern George Hotz und andere für das Umgehen der herstellerseitigen Einschränkungen (Jailbreaken) der Spielkonsole PlayStation 3. Teil der Anklage war, dass sie Schlüssel der „PlayStation 3“ veröffentlicht hätten. Sony drohte ebenfalls, jeden zu verklagen, der diese bekanntgewordenen Schlüssel weiter verbreite. Später veröffentlichte Sony selbst versehentlich über seine Marketing-Kunstfigur „Kevin Butler“ einen älteren Dongle-Schlüssel.

## Juristische Bewertung
Nicht nur zur Chiffrierung gebrauchte Zahlen und Zahlen, die Computerprogramme wiedergeben, sind von dem Thema betroffen. Auch jede Text- oder Bilddatei ist nichts weiter als eine sehr große Binärzahl. In einigen Jurisdiktionen gibt es Bilder, deren Besitz, etwa wegen Obszönität oder einer Geheimhaltungsstufe, illegal ist. Daher können entsprechende Zahlen in diesen Jurisdiktionen illegal sein. Jedoch sprechen Gesetze und Gerichte üblicherweise nicht von der Illegalität der betreffenden Zahlen, auch wenn digitale Daten nichts anderes als Zahlen sind.
Grundsätzlich ist einer Zahl nicht anzusehen, ob sie in irgendeiner Jurisdiktion legal oder illegal ist, denn es ist keine Eigenschaft, die die Zahl an sich hat, und es gibt keine Zahl, die vor Illegalität gefeit ist. Da jede beliebige Zahl von jedem beliebigen Unternehmen kryptografisch als Schlüssel verwendet werden kann, kann – falls Gerichte den Forderungen von Klägern entsprechend entscheiden – durch solchen Gebrauch prinzipiell auch von jedem jede beliebige Zahl illegal gemacht werden.

## Protestreaktionen

Die Free Speech Flag zum Protest gegen den AACS-Fall. „+C0“ gibt das letzte der 16 Bytes an und soll zusätzlich symbolisieren, dass die Veröffentlichung der Zahl Crime Zero (null Verbrechen) sei.

Die mögliche Kriminalisierung der Verbreitung bestimmter Zahlen stieß auf Proteste bei Menschen, die eine derartige Rechtsprechung als absurd oder als Angriff auf die Redefreiheit sehen.
Zum Protest gegen den DeCSS-Fall erzeugten viele Menschen steganographische Versionen der illegalen Information, etwa indem sie diese auf irgendeine Weise in Flaggen versteckten. In der Kontroverse um den AACS-Schlüssel wurde eine „Redefreiheits-Flagge“ (Free Speech Flag) geschaffen. Manche illegale Zahlen sind so kurz, dass eine einfache aus farbigen Flächen bestehende Flagge in ihren RGB-Werten die Zahl wiedergeben kann. Die Flaggen verdeutlichen das Argument: wenn kurze Zahlen illegal sein können, dann ist auch alles illegal, was diesen Zahlen entspricht, etwa einfache Farbmuster.
Im Fall Sony gegen George Hotz schufen viele Blogger neue „Flaggen der Redefreiheit“ als Hommage an die Free Speech Flag des AACS-Falls. Die meisten davon basierten auf dem von Sony veröffentlichten Dongle-Schlüssel und nicht auf dem Schlüssel, den Hotz veröffentlicht hatte.